# 6665 Kagawa
6665 Kagawa este un asteroid din centura principală, descoperit pe 14 februarie 1993, de Takeshi Urata.